# Franciszek Stępniowski
Franciszek Stępniowski (ur. 22 lutego 1926 w Tyśmienicy, zm. 27 września 1989 w Warszawie) – polski wydawca, oficer, pułkownik Ludowego Wojska Polskiego, wieloletni redaktor naczelny i dyrektor Wydawnictwa MON.

## Życiorys
Absolwent Centralnej Szkoły Oficerów Politycznych w Łodzi (1945) oraz Wydziału Historycznego Wojskowej Akademii Politycznej im. Feliksa Dzierżyńskiego (1962). W latach 1945–1951 służył w korpusie oficerów polityczno-wychowawczych Marynarki Wojennej. W latach 1952–1955 wykładowca nauk społecznych w Oficerskiej Szkole Piechoty nr 5, a w okresie 1956–1957 w Oficerskiej Szkole Radiotechnicznej w Jeleniej Górze. 1957–1958 - zastępca dowódcy do spraw politycznych jednej z dywizji lotniczych, 1962–1964 - szef Wydziału Politycznego Centrum Szkolenia Specjalistów Artylerii i Radiotechniki Wojsk OPK, 1964–1965 - sekretarz Komitetu PZPR Wojsk Obrony Powietrznej Kraju. Następnie przez 2 lata (1966–1968) był wykładowcą w Wojskowej Akademii Politycznej. W latach 1969–1972 służył w Głównym Zarządzie Politycznym WP, awansując w 1969 do stopnia pułkownika. Od 1973 był redaktorem naczelnym, a od 1984 dyrektorem Wydawnictwa Ministerstwa Obrony Narodowej. Był także członkiem Komitetu Redakcyjnego redagowanego przez 10 lat polskiego wydania 12-tomowej radzieckiej "Historii II wojny światowej 1939-1945".
Członek PPR (1945–1948) oraz PZPR (od 1948). Członek Polskiego Towarzystwa Wydawców Książki.
Mieszkał w Warszawie. Żonaty z Marią Stanisławą z domu Pałczyńską (1938-2003). Pochowany na Cmentarzu Wojskowym na Powązkach w Warszawie (kwatera B38-3-15).

## Odznaczenia
- Krzyż Oficerski Orderu Odrodzenia Polski
- Krzyż Kawalerski Orderu Odrodzenia Polski
- Złoty Krzyż Zasługi
- Srebrny Krzyż Zasługi
- Krzyż Walecznych
- Krzyż Partyzancki
- Medal 10-lecia Polski Ludowej
- Medal 40-lecia Polski Ludowej
- Medal Zwycięstwa i Wolności 1945
- Złoty Medal „Siły Zbrojne w Służbie Ojczyzny”
- Srebrny Medal „Siły Zbrojne w Służbie Ojczyzny”
- Brązowy Medal „Siły Zbrojne w Służbie Ojczyzny”
- Złoty Medal „Za zasługi dla obronności kraju”
- Srebrny Medal „Za zasługi dla obronności kraju”
- Brązowy Medal „Za zasługi dla obronności kraju”
- Medal Komisji Edukacji Narodowej